# 桔梗が丘住宅地
桔梗が丘住宅地（ききょうがおかじゅうたくち）は、三重県名張市の北東部丘陵地帯にある住宅地。
名張市内では初の大規模な住宅団地として造成された。

## 概要
名張市内では初の大規模な住宅団地で、1963年（昭和38年）に造成が開始された。
近鉄グループによって進められたもので、近鉄大阪線桔梗が丘駅の東側の蔵持地区と美旗地区の間から開発が始まり、1990年（平成2年）には近鉄線西側にも宅地が完成した。
桔梗が丘駅が当団地の玄関口となっているが、同駅は当地区の開発に合わせて第1期の住民の入居前の1964年（昭和39年）10月1日に開業したものであった。
当地には、高度経済成長期に団塊の世代を中心とする新たな住民が多数移り住み、名張市の人口が急増していく口火を切ったとされている。
しかし、団塊の世代を中心とする住民が定年退職する年齢を迎えるなどして急速に高齢化が進んでいる。

## 世帯数と人口
2019年（令和元年）12月1日現在の世帯数と人口は以下の通りである。
| 町名                    | 世帯数    | 人口      |
| ----------------------- | --------- | --------- |
| 桔梗が丘1番町 - 8番町   | 3,872世帯 | 8,567人   |
| 桔梗が丘南1番町 - 4番町 | 638世帯   | 1,384人   |
| 桔梗が丘西1番町 - 7番町 | 1,406世帯 | 3,901人   |
| 計                      | 5,909世帯 | 13,942 人 |

## 地域

### 交通

#### 公共交通
- 近鉄大阪線桔梗が丘駅[4]
- 三重交通桔梗が丘循環（1時間に1 - 3本程度）
- 名張市コミュニティバス「ナッキー号」

#### 主要道路
- 国道165号
- 国道368号
- 三重県道785号山添桔梗が丘線
- 市道名張駅桔梗が丘線
- 市道桔梗が丘中央線

### 商業施設

#### スーパー
- ぎゅーとら名張桔梗が丘店（2020年10月31日閉店）
- マックスバリュ名張桔梗が丘店

### 学校

#### 中学校
- 名張市立桔梗が丘中学校
- 名張市立北中学校（所在地は美旗中村）

#### 小学校
- 名張市立桔梗が丘小学校
- 名張市立桔梗が丘東小学校
- 名張市立桔梗が丘南小学校

### 公共施設
- 桔梗が丘市民センター
- 桔梗が丘南市民センター
- 名張消防署 桔梗が丘分署
- 名張警察署 桔梗が丘交番